# Adonara (plaats)
Adonara is een plaats op het gelijknamige eiland Adonara in het bestuurlijke gebied Flores Timur in de provincie Oost-Nusa Tenggara, Indonesië. Het dorp telt 1084 inwoners (volkstelling 2010).